# Groupe Amato
Pour les articles homonymes, voir Amato (homonymie).

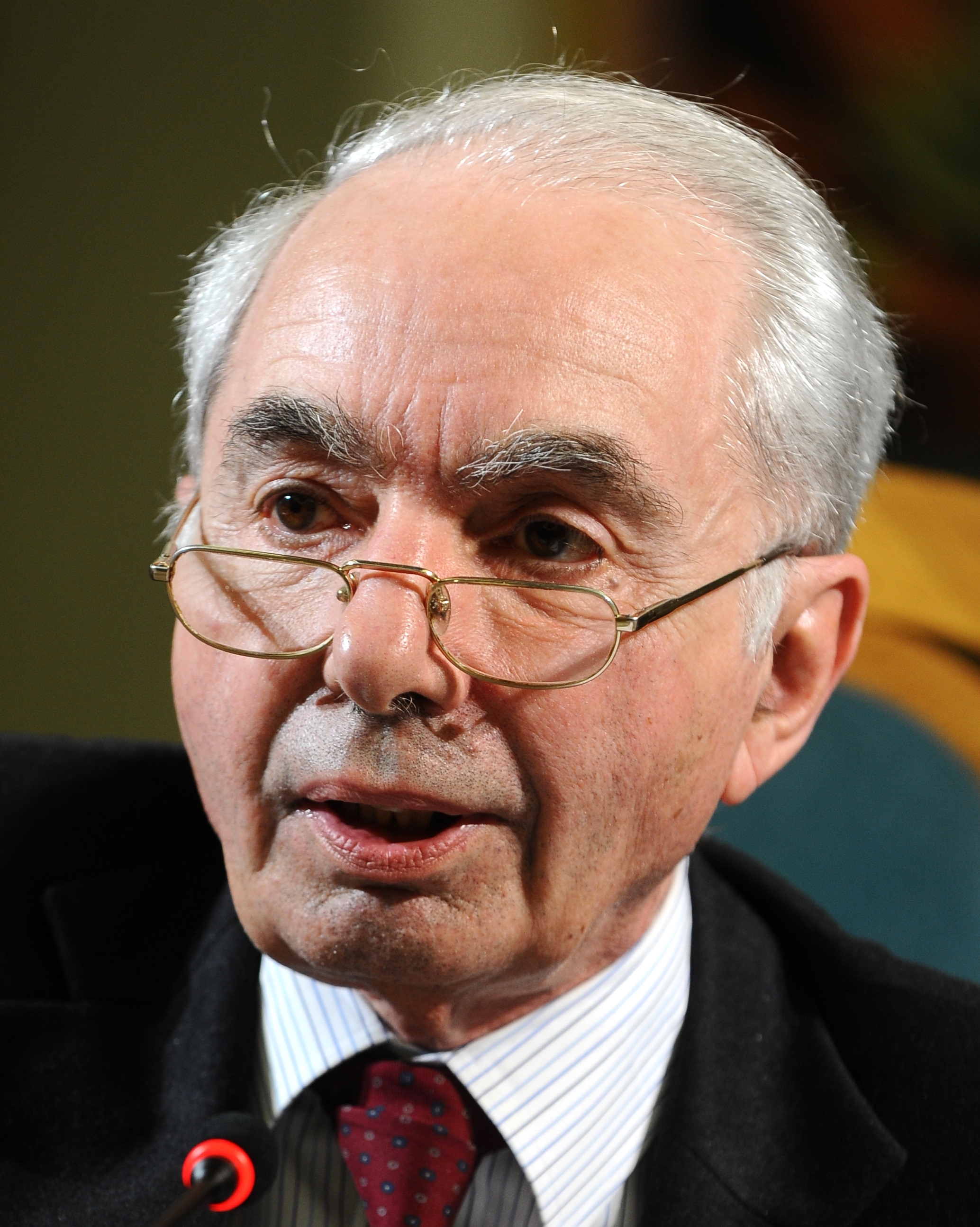
Giuliano Amato, ancien président du Conseil italien et coordinateur du Comité d'action pour la démocratie européenne.

Le groupe Amato (en anglais Amato Group) est une réunion informelle de « sages », personnalités politiques chargées par la présidence allemande de l'Union européenne, avec l'appui de la Commission européenne, de proposer une nouvelle base de discussion, une réécriture de la Constitution européenne, pour sortir de la crise née du rejet par deux États, par référendum, et de l'hostilité affichée par deux ou trois autres États membres vis-à-vis du traité de Rome de 2004. Le groupe a remis ses travaux le 4 juin 2007, ces derniers sont très proches du traité modificatif adopté le 23 juin 2007 à Bruxelles.
Le nom officiel du comité est Action Committee for European Democracy (ACED, Comité d'action pour la démocratie européenne). Il était dirigé par Giuliano Amato, ancien vice-président de la Convention européenne.

## Membres
Le groupe était composé de 16 membres, incluant deux commissaires européens.
| Nom                    | État membre | Raison de la participation                                                        |
| ---------------------- | ----------- | --------------------------------------------------------------------------------- |
| Giuliano Amato         | Italie      | ancien président du Conseil italien et vice-président de la Convention européenne |
| Michel Barnier         | France      | ancien ministre français des Affaires étrangères et commissaire européen          |
| Stefan Collignon       | Allemagne   | professeur et spécialiste d'économie                                              |
| Jean-Luc Dehaene       | Belgique    | ancien Premier ministre belge et vice-président de la Convention européenne       |
| Danuta Hübner          | Pologne     | actuelle commissaire européenne                                                   |
| Sandra Kalniete        | Lettonie    | ancienne commissaire lettonne de la Commission européenne                         |
| Wim Kok                | Pays-Bas    | ancien Premier ministre des Pays-Bas                                              |
| Paavo Lipponen         | Finlande    | ancien Premier ministre de Finlande                                               |
| János Martonyi         | Hongrie     | ancien ministre hongrois des affaires étrangères                                  |
| Íñigo Méndez de Vigo   | Espagne     | député européen                                                                   |
| Chris Patten           | Royaume-Uni | lord britannique et ancien commissaire européen                                   |
| Otto Schily            | Allemagne   | ancien ministre allemand de l'Intérieur                                           |
| Costas Simitis         | Grèce       | ancien Premier ministre de Grèce                                                  |
| Dominique Strauss-Kahn | France      | ancien ministre français de l'Économie                                            |
| António Vitorino       | Portugal    | ancien commissaire européen portugais                                             |
| Margot Wallström       | Suède       | actuelle première vice-présidente de la Commission européenne                     |

## Texte résultant
Le groupe s'est réuni pour la première fois à Rome le 30 septembre 2006. Le 4 juin 2007, il a publié le projet de texte final. La taille du texte est ramenée de 63 000 mots (448 articles) dans le traité établissant une Constitution pour l'Europe (Constitution de l'UE) à 12 800 mots (70 articles) dans le texte proposé pour un nouveau traité de l'UE. Le texte réduit provient du fait que seules les innovations contenues dans la troisième partie de la Constitution de l'UE — qui lie essentiellement les anciens traités de l'UE — ont été incluses dans des protocoles additionnels. Les deux protocoles seraient annexés au traité sur l'Union européenne et au traité instituant la Communauté européenne.
Le texte dépouille la constitution rejetée de ses éléments constitutionnels, y compris l'article sur les symboles de l'UE et le préambule controversé « sans Dieu », réduit la Charte des droits fondamentaux à un seul article juridiquement contraignant et prévoit un nouveau nom pour le nouveau responsable de la politique étrangère de l'UE, appelé « ministre des affaires étrangères de l'Union » dans la Constitution.

### Structure du nouveau traité
Le nouveau traité n'inclurait pas tout dans un seul document, comme le ferait la Constitution, mais plutôt :
- Remplacer le traité sur l'Union européenne (TUE, ou traité de Maastricht) par le texte du nouveau traité, qui correspond approximativement aux parties I et IV de la Constitution européenne. Les neuf titres de la partie I de la Constitution européenne sont littéralement repris comme titres I à IX du nouveau TUE (à l'exception de trois modifications, voir ci-dessous). Le titre X est un nouveau titre qui contient deux courts articles faisant référence au traité instituant la Communauté européenne (voir point suivant) et deux articles provenant de la partie IV de la Constitution concernant deux procédures de révision simplifiées. Le titre XI est similaire au reste de la partie IV de la Constitution.
- Modifier le traité instituant la Communauté européenne (TCE ou traité de Rome) pour y inclure la plupart des dispositions de la partie III de la Constitution européenne, y compris la personnalité juridique unique de l'Union et la suppression de la structure en piliers. Afin d'éviter toute confusion juridique, les mots « Communauté européenne » seraient remplacés par « Union européenne » dans le texte du TCE. La conférence intergouvernementale qui approuvera le nouveau traité pourra également décider de renommer le traité (en traité instituant l'Union européenne, par exemple), comme l'a fait auparavant le traité de Maastricht. Le traité instituant la Communauté européenne doit être modifié par deux protocoles annexés au nouveau traité :
  - Un protocole sur le fonctionnement de l'Union, contenant des changements institutionnels ;
  - Un protocole sur le développement des politiques de l'Union pour relever les défis du XXIe siècle, contenant les innovations de la Constitution européenne.